# Doravirine/lamivudine/tenofovir disoproxil
Doravirine/lamivudine/tenofovir disoproxil (tên thương hiệu Delstrigo) là một loại thuốc kết hợp liều cố định để điều trị HIV/AIDS. Nó chứa doravirine, lamivudine và tenofovir disoproxil. Tại Hoa Kỳ, nó đã được Cục Quản lý Thực phẩm và Dược phẩm phê duyệt vào tháng 8 năm 2018 để điều trị nhiễm HIV-1.